# Kineska ženska košarkaška reprezentacija
Kineska ženska košarkaška reprezentacija predstavlja državu Kinu u međunarodnoj ženskoj košarci.

## Nastupi na velikim natjecanjima

### Olimpijske igre
- 1984.:  bronca
- 1988.: 6. mjesto
- 1992.:  srebro
- 1996.: 9. mjesto
- 2004.: 9. mjesto
- 2008.: 4. mjesto
- 2012.:

### Svjetska prvenstva
- 1983.:  bronca
- 1986.: 5. mjesto
- 1990.: 9. mjesto
- 1994.:  srebro
- 1998.: 12. mjesto
- 2002.: 6. mjesto
- 2006.: 12. mjesto
- 2010.: 13. mjesto